# Orthocis linearis
Orthocis linearis är en skalbaggsart som först beskrevs av J.Sahlberg 1900.  Orthocis linearis ingår i släktet Orthocis, och familjen trädsvampborrare. Arten är reproducerande i Sverige.